# 卡利·贝恩斯
卡利·贝恩斯（Cary Baynes，1883年—1977年，本姓芬克，贝恩斯是她的第二任丈夫的姓），美籍荣格心理分析师、翻译家。1920年代，卡利将大量荣格的著作从德语翻译成英语。到了1930年代，卡利在荣格的建议下把卫礼贤从中文译为德语的《易经》和《金花的秘密》转译为英语。